# Bokeljski ustanak 1869.
Bokeljski ustanak, također zvan Krivošijski ustanak, ustanak iz 1869. godine. U literaturi je čest naziv Krivošijski, premda su pored Krivošijana sudjelovali stanovnici Grblja, Pobora, Maina i Brajića.
Razlog je bio dolazak na snagu zakona o općoj vojnoj obvezi 1868. godine. Tim su zakonom Bokelji izgubili stare povlastice. Obvezani su služiti u redovnoj austro-ugarskoj vojsci. Uz to nisu smjeli slobodno nositi oružje. Sama zabrana glavni je povod izbijanja ustanka.
Ustanak je bio žestok bio je jedna od najznačajnijih pobuna u povijesti ovog kraja. Izbijanje ustanka i borba protiv daleko mnogobrojnije, opremljenije i snažnije austro-ugarske vojske izazivala je istovremeno i čuđenje i divljenje. Ustanak je ugušen u relativno brzom roku. Posljedice su po Austro-Ugarsku s obzirom na njenu nadmoć bile kompromitirajuće. Godine 11. siječnja 1870. sklopljen je mir u Knez Lazu. Mirovnim ugovorom svi su Bokelji izuzeti od Zakona o općoj vojnoj obvezi odnosno iako poraženi u ustanku, postigli su uspjeh. Nisu morali služiti austro-ugarski vojsku i jamčila im se sloboda nošenja oružja. Osim toga ustanicima je dana politička amnestija.

## Vanjske poveznice
- Skala Radio  Arhivirana inačica izvorne stranice od 10. studenoga 2019. (Wayback Machine) Aprcović: Krivošijski ustanak je jedan od najznačajnijih u istoriji ovog kraja (8. studenoga 2019.)